# Aygun Kazimova
Aygun Kazimova (Bacu, 26 de janeiro de 1971) é uma cantora pop e uma atriz azeri. Através da última década, ela inovou o pop azeri introduzindo diferentes estilos no cenário da música pop azeri.

## Discografia
- 1995: Ömrüm Günüm[3]
- 2000: Aygün[4]
- 2001: Sevdim[5]
- 2004: Son Söz
- 2005: Sevərsənmi[6]
- 2014: Coffee from Colombia[7]
- 2015: Azərbaycan Qızıyam
- 2015: Səni Belə Sevmədilər
- 2017: S.U.S.[8]
- 2018: Hardasan[9]